# 高橋輝次
高橋輝次（たかはし てるつぐ、1946年 - ）は、編集者、文筆家。

## 来歴
三重県伊勢市に生まれ、神戸市で育つ。1968年に大阪外国語大学英語科卒業後、協和銀行勤務。
1969年に創元社に入社するも1992年には病気のために退社し、フリーの編集者となる。古本についての編著をなす。

## 著書
- 『古書と美術の森ヘ 編集者の眼』新風舎、1994
- 『編集の森へ 本造りの喜怒哀楽』北宋社、1994
- 『著者と編集者の間 出版史の森を歩く』武蔵野書房、1996
- 『古本が古本を呼ぶ 編集者の書棚』青弓社、2002
- 『関西古本探検 知られざる著者・出版社との出会い』右文書院、2006
- 『古書往来』みずのわ出版、2009
- 『ぼくの古本探検記』大散歩通信社、2011、Sanpo magazine別冊
- 『ぼくの創元社覚書』亀鳴社、2013
- 『編集者の生きた空間　東京・神戸の文芸史探検』論創社、2017
- 『雑誌渉猟日録　関西ふるほん探検』皓星社、2019
- 『古本愛好家の読書日録』論創社、2020
- 『戦前モダニズム出版社探検』論創社、2024

### 編著・共編
- 『古本屋の自画像 店主たちの喜怒哀楽』編、燃焼社、1996
- 『古本屋の蘊蓄 店主たちの書物談義』編、燃焼社、1997
- 『古本屋の本棚 店主たちのこだわり』編、燃焼社、1997
- 『古本屋の来客簿 店主たちの人間観察』編、燃焼社、1997
- 『原稿を依頼する人される人 著者と編集者の出逢い』編、燃焼社、1998
- 『古本漁りの魅惑』編著、東京書籍、2000
- 『誤植読本』編著、東京書籍、2000、ちくま文庫、2013
- 『神戸の古本力』林哲夫・北村知之共編著、みずのわ出版、2006
- 『書斎の宇宙　文学者の愛した机と文具たち』編、ちくま文庫、2013
- 『誤植文学アンソロジー　校正者のいる風景』編著、論創社、2015
- 『タイトル読本』左右社、2019